# Ravna
Ravna je naselje v občini Kanal, ki je bilo ustanovljeno leta 2007 z odcepitvijo od naselja Gorenja vas.